# (2241) Алкафой
(2241) Алкафой (лат. Alcathous, др.-греч. Ἀλκάθοος) — троянский астероид Юпитера, двигающийся в точке Лагранжа L5, в 60° позади планеты, который принадлежит к спектральному классу D. Астероид был открыт 22 ноября 1979 года американским астрономом Чарльзом Ковалем в Паломарской обсерватории и назван в честь Алкафоя, одного из троянских вождей в гомеровской "Илиаде".

Орбита астероида Алкафой и его положение в Солнечной системе
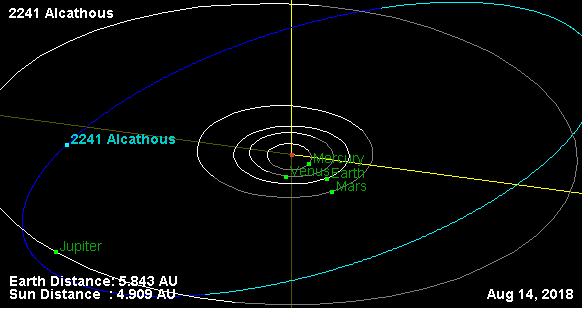
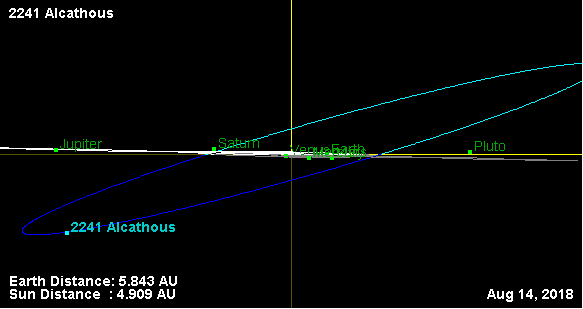

Фотометрические наблюдения, проведённые в начале 1990-х (а позднее в 2011-2015 годах), позволили получить кривые блеска этого тела, из которых следовало, что период вращения астероида вокруг своей оси равняется 7,687 ± 0,005 часам, с изменением блеска по мере вращения 0,23 ± 0,01 m.
Согласно результатам измерений инфракрасных космических телескопов IRAS и Wide-Field Infrared Survey Explorer, а также японского спутника Akari, астероид имеет очень низкое значение альбедо, по разным оценка от 0,044 до 0,048.